# Universidad de Kyorin
La Universidad de Kyorin (杏林大学 Kyōrin Daigaku?) es una universidad privada en Mitaka, Tokio, Japón, establecida en 1966.

## Facultades
- Mitaka Campus(Mitaka, Tokio):Sede
  - Facultad de medicina
- Inokashira Campus(Mitaka, Tokio)
  - Facultad de Ciencias de la Salud
  - Facultad de Ciencias Sociales
  - Facultad de Lengua extranjera
- Hachiōji Campus(Hachiōji, Tokio)